# Nataša Beuk
Nataša Beuk, hrvatska slikarica.
Likovnu akademiju završava 2005. godine u Nizozemskoj. Nastavlja usavršavanje u Španjolskoj u kojoj još uvijek živi i stvara igrajući se bojama i likovima ralnosti i apstrakcije.
Izlaže svoje radove u Amsterdamu, Amersfoortu, Utrechtu u Nizozemskoj, gradovima Njemačke i Španjolske.
Stalna postavka njene izložbe nalazi se u galeriji EPYON ART u Madridu.

## Vanjske poveznice
- www.natasjabeuk.com  Arhivirana inačica izvorne stranice od 29. rujna 2007. (Wayback Machine)